# Адсорбент
Адсорбенты — высокодисперсные природные или искусственные материалы с большой удельной поверхностью, на которой происходит адсорбция веществ из соприкасающихся с ней газов или жидкостей. Адсорбенты применяют для очистки воды от металлов и примесей, в противогазах, в качестве носителей катализаторов, для очистки газов, спиртов, масел, для разделения спиртов, при переработке нефти, в медицине для поглощения газов и ядов (энтеросорбенты).

## Адсорбенты в газоразделении
Широкое применение адсорбенты находят в установках по разделению воздуха — так называемых азотных генераторах и кислородных генераторах. Помимо этого, адсорбционные установки применяются и при выделении водорода — водородные генераторы.
Типичный вид воздухоразделительных установок и их принципиальное устройство описано в статьях Азотная установка, Азотная станция и Кислородная установка.